# Крайна вас
Крайна вас (словен. Krajna vas) — поселення в общині Сежана, Регіон Обално-крашка, Словенія. Висота над рівнем моря: 269,8 м. Розташоване близько кордону з Італією.